# شون أوليري
شون أوليري (بالإنجليزية: Seán O'Leary)‏ هو قاضي وسياسي أيرلندي، ولد في 1 يونيو 1941، وتوفي في 22 ديسمبر 2006. انتخب عضو مجلس الشيوخ من أيرلندا عن دائرة الأعضاء المعينون في مجلس الشيوخ الأيرلندي ‏ وقد انضم خلال فترته النيابية ‏ (8 أكتوبر 1981 – 16 أبريل 1982)  للكتلة البرلمانية فاين جايل وانتخب عضو مجلس الشيوخ من أيرلندا عن دائرة الأعضاء المعينون في مجلس الشيوخ الأيرلندي ‏ وقد انضم خلال فترته النيابية ‏ (23 فبراير 1983 – 3 أبريل 1987)  للكتلة البرلمانية فاين جايل.